# Ростунов Тимофій Іванович
Тимофій Іванович Ростунов (рос. Тимофей Иванович Ростунов; 8 червня 1909, Старо-Скаковське — 1992, Київ) — радянський військовий діяч, генерал-лейтенант, начальник КВІРТУ ППО з 1957 по 1969 рік.

## Біографія
Народився 8 червня 1909 року в селі Старо-Скаковському (тепер Дзержинського району Калузької області). Росіянин.
У Червону армію був призваний Москворецьким районним військкоматом Москви (Севастопольським міським військкоматом) 15 вересня 1928 року. Закінчив Севастопольську військову школу зенітної артилерії.
З червня 1937 року по квітень 1938 року брав участь в національно-революційній війні в Іспанії, був радником командира зенітно-артилерійської групи, радником ППО фронту. Член ВКП(б) з 1939 року.
Закінчив Артилерійську академію імені Ф. Е. Дзержинського.
Брав участь у німецько-радянській війні з липня 1941 року. У званні майора був заступником начальника штабу бригади ППО, начальником артилерії 15-ї окремої бригади ППО. Брав участь в обороні Одеси. Воював на Кримському і Північно-Кавказькому фронтах, був начальником ППО загальновійськової армії, начальником артилерії Краснодарського дивізійного району ППО, командувачем артилерією Донбаського корпусного району ППО. Воював на 3-му Українському і 4-му Українському фронтах.
Брав участь в радянсько-японській війні з 9 серпня 1945 року. Воював на 1-му Далекосхідному фронті, у званні полковника був командувачем артилерією Приморської армії ППО.
Після закінчення війни продовжував службу в Збройних Силах СРСР, служив на посадах командувача артилерією округу ППО і начальника штабу ППО Війська Польського.
Закінчив Академію Генерального Штабу Міністерства Оборони СРСР.
Працював начальником факультету і заступником Вищої інженерної радіотехнічної академії (ВІРТА) по ППО бойовій підготовці, а також займав посади начальника Науково-дослідного інституту зенітної артилерії в Гурзуфі і начальника НДІ-2 в Калініні.
З квітня 1957 року до 1969 року був начальником Київського вищого інженерного радіотехнічного училища ППО.
У листопаді 1969 року, в званні генерал-лейтенанта артилерії, вийшов у відставку. Займався літературною діяльністю, автор книги «Увага: повітряна тривога!», Київ, Политиздат, 1990.
Проживав в місті Києві. Помер в 1992 році. Похований на Лук'янівському військовому кладовищі. 

## Нагороди
Нагороджений орденом Леніна, п'ятьма орденами Червоного Прапора, двома орденами Вітчизняної війни 1-го ступеня, орденом Червоної Зірки, медалями «За оборону Одеси», «За оборону Кавказу», «За перемогу над Німеччиною», «За перемогу над Японією» і іншими медалями, а також іноземними нагородами.